# Museu CR7
Il Museu CR7 è un museo biografico dedicato a Cristiano Ronaldo situato a Sé, freguesia di Funchal.

## Storia

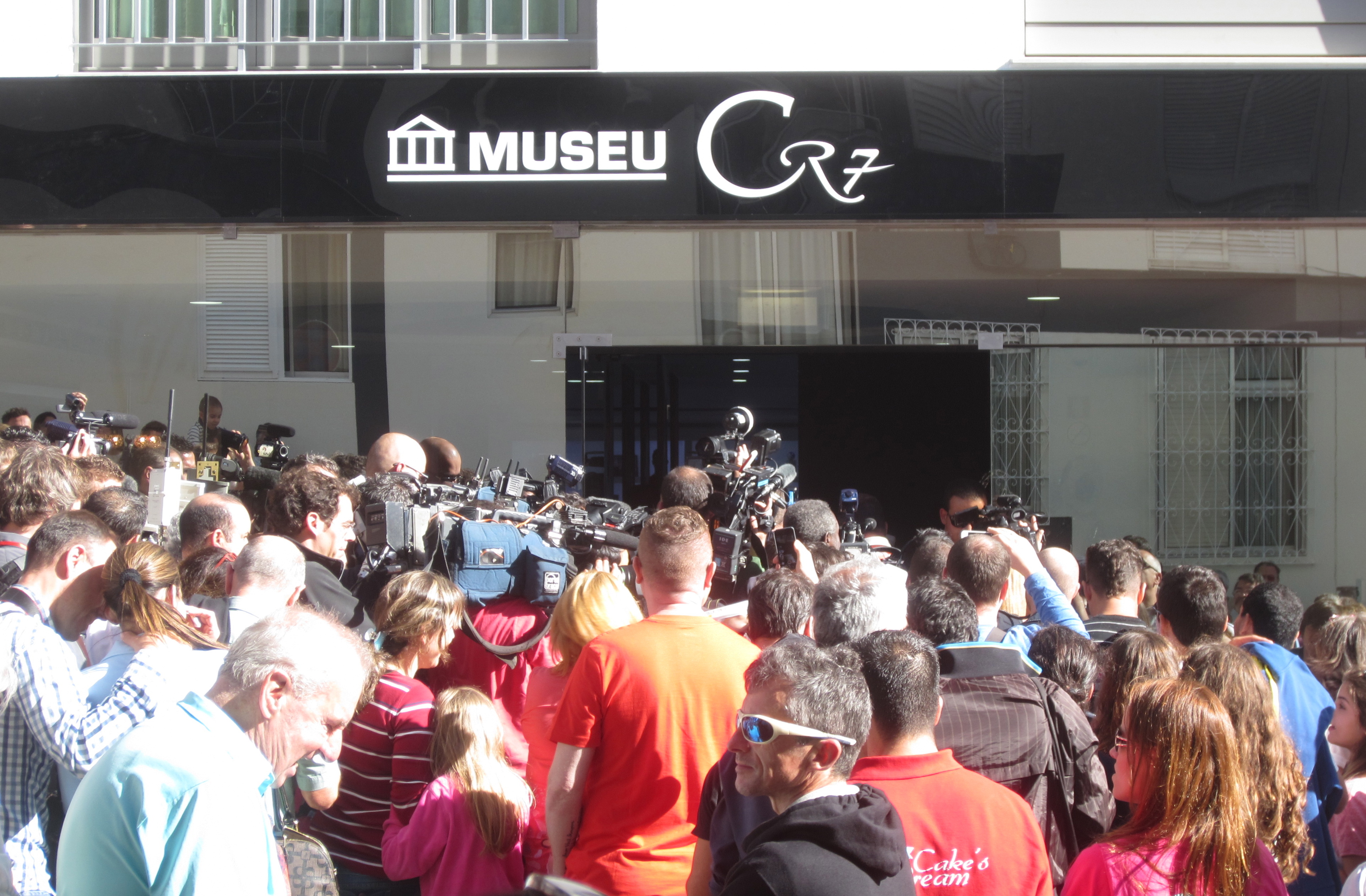
Il museo durante l'inaugurazione

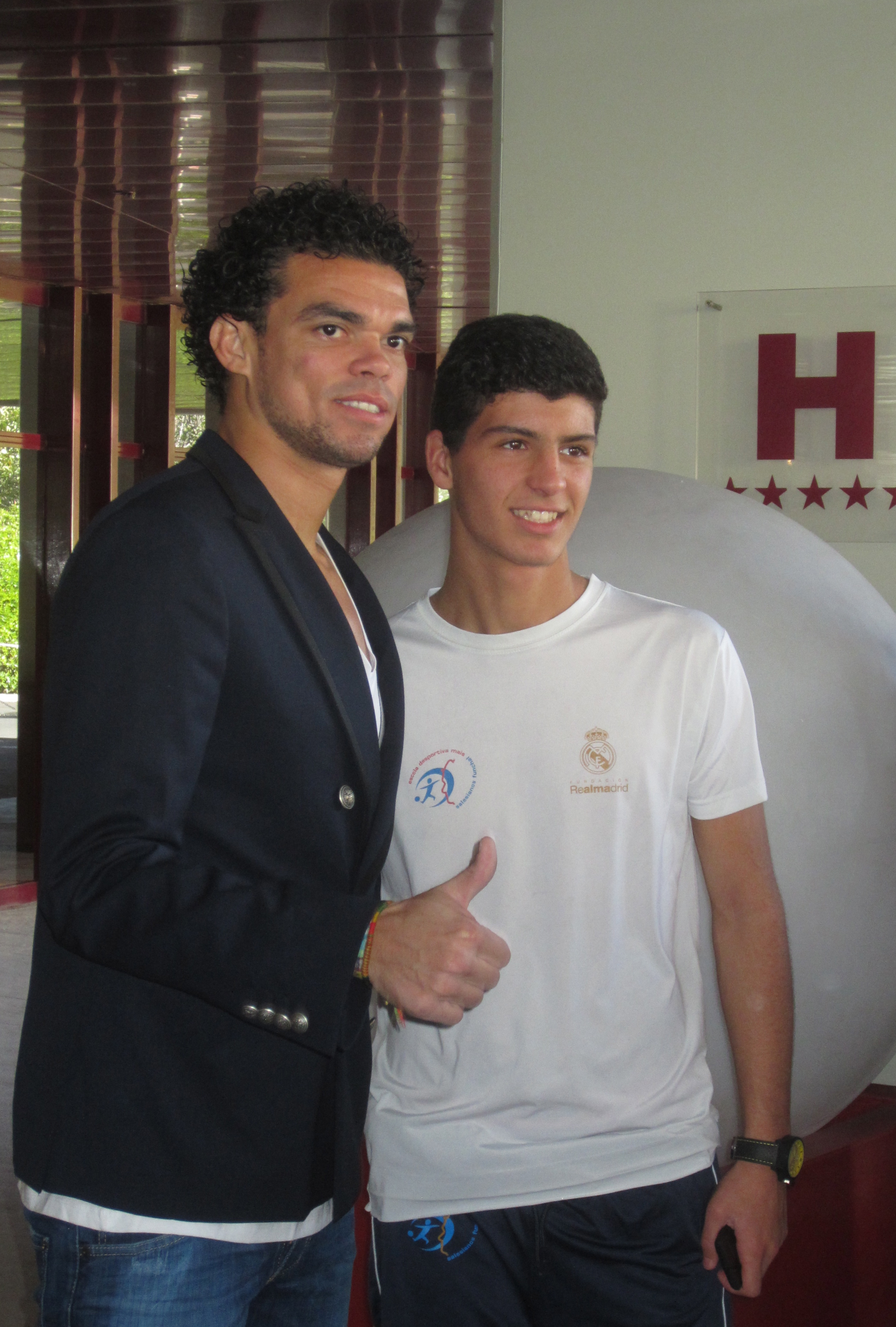
Pepe durante l'inaugurazione che posa per una foto.

Il Museo è stato inaugurato il 15 dicembre 2013 dallo Sporting Lisbona, prima squadra di Ronaldo da professionista. All'inaugurazione hanno partecipato oltre a Ronaldo anche Pepe, Alberto João Jardim, Paulo Bento, Emilio Butragueño e l'ex fidanzata di Cristiano Ronaldo, Irina Shayk. All'apertura il museo contava 126 trofei. La location originale era di 400 metri quadrati e si trovava in Rua Imperatriz Dona Amélia.

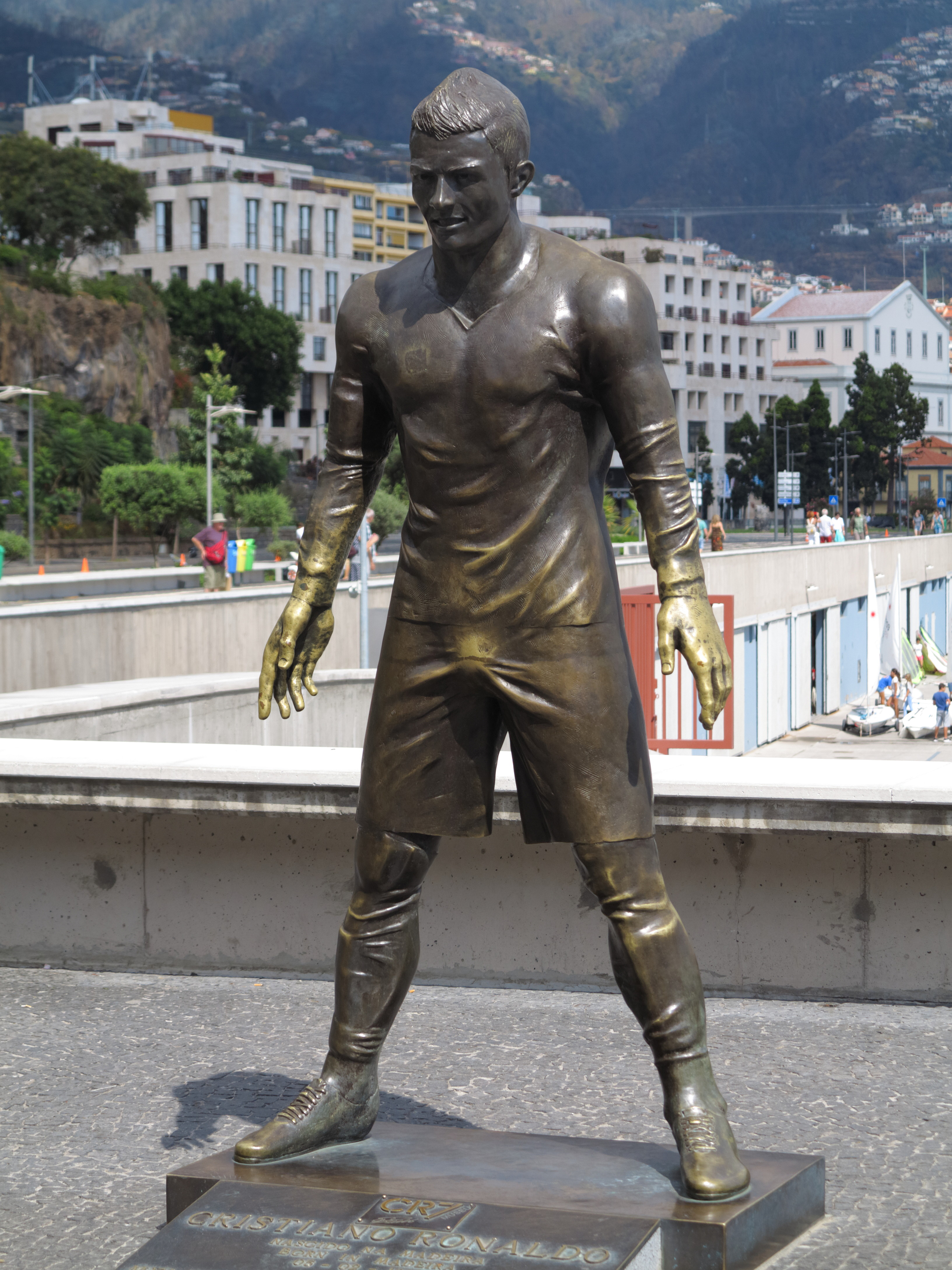
La statua dedicata a Cristiano Ronaldo.

Di fronte al museo c'è una statua in bronzo di Cristiano Ronaldo realizzata dallo scultore brasiliano Ricardo Velosa.
Il 24 marzo 2016 la statua è stata spostata vicino all'Avenida Sá Carneiro.

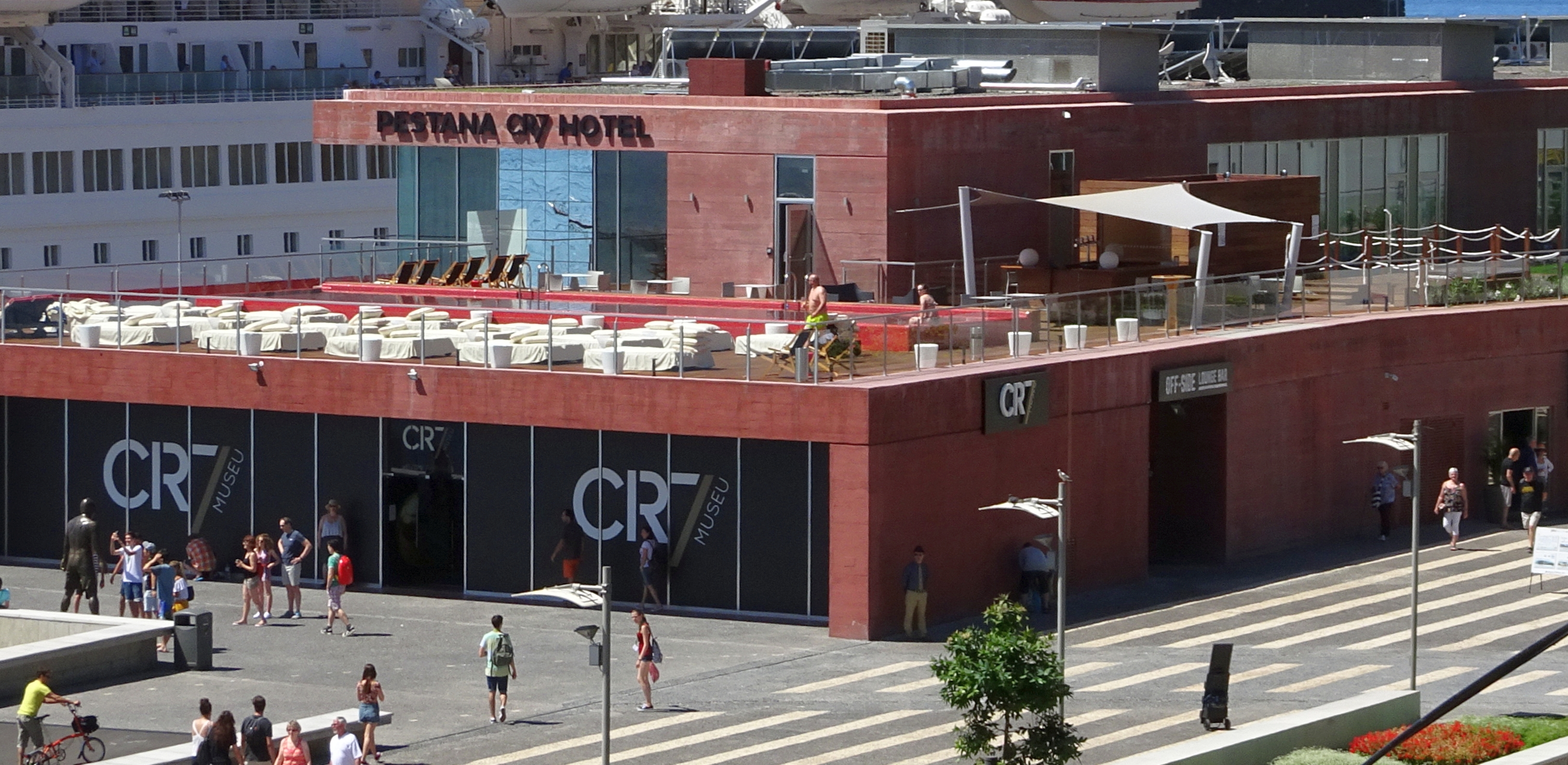
Vista del museo e dell'hotel.

Il 6 giugno 2016, il museo si è trasferito in una sede più grande sulla Praça do Mar, e un mese dopo il 1º luglio viene anche inaugurato il CR7 Pestana Hotel, alla presenza dello stesso Ronaldo, Marcelo, Miguel Albuquerque e il presidente del Pestana Group, Dionísio Pestana.
Durante l'inaugurazione dell'hotel la piazza in cui sono situati l'hotel e il museo è stata rinominata Praça CR7.

## Struttura espositiva
Il museo occupa un'area totale di 477 m² divisi in due piani e due aree.
Il primo piano, è composto da due stanze: la principale, quella dove sono esposti tutti i trofei vinti da Cristiano Ronaldo, e la seconda, una stanza che usufruisce di una realtà aumentata, che permette ai visitatori di fare foto con il portoghese.
Il secondo piano, è invece occupato dal CR7 Pestana Hotel, un hotel moderno, che ha a disposizione: totale comodità digitale in tutte le aree, una piscina a sfioro sul tetto, una sauna, una vasca idromassaggio esterna e una palestra all'aperto.